# Zapalenie tarczycy
Zapalenie tarczycy (łac. thyroiditis) – stan zapalny gruczołu tarczowego. Przyczyny stanu zapalnego gruczołu mogą być różne, najczęściej podłoże jest autoimmunologiczne (choroba Hashimoto). Przy różnicowaniu typów zapalenia tarczycy bierze się pod uwagę okoliczności pojawienia się choroby i czas jej trwania (choroba może być ostra, podostra, przewlekła) oraz przeważający rodzaj nacieku zapalnego (neutrofile, leukocyty, naciek ziarniniakowy).

## Podział
Wyróżnia się następujące typy zapaleń tarczycy:
- Ostre infekcyjne (ropne) zapalenie gruczołu tarczowego
- Podostre ziarnicze zapalenie gruczołu tarczowego typu de Quervaina
- Przewlekłe limfocytowe zapalenie gruczołu tarczowego (choroba Hashimoto)
- Zapalenie Riedla (choroba Riedla)
- Poporodowe zapalenie tarczycy z naciekami limfocytarnymi
- Ostre nieinfekcyjne zapalenie tarczycy:
  - Popromienne zapalenie tarczycy
  - Polekowe zapalenie tarczycy (po TSH, amiodaronie)
  - Popalpacyjne zapalenie tarczycy
  - Pourazowe zapalenie tarczycy
- Bezobjawowe zapalenie tarczycy (silent thyroiditis).